# لورانس أتارد
لورانس أتارد (بالإنجليزية: Lawrence Attard)‏ هو لاعب كرة قدم مالطي في مركز الهجوم، ولد في 6 يونيو 1966. شارك مع منتخب مالطا لكرة القدم. أما مع النوادي، فقد لعب مع نادي هيبرنيانز.

## وصلات خارجية
- لورانس أتارد على موقع الاتحاد الدولي (مؤرشف)  (الإنجليزية)
- لورانس أتارد على موقع قاعدة بيانات كرة القدم.إي يو (الإنجليزية)
- لورانس أتارد على موقع ناشيونال فوتبول تيمز (الإنجليزية)